# Graça Foster
Maria das Graças Silva Foster (Caratinga, 26 de agosto de 1953), também conhecida como Graça Foster, é uma advogada e engenheira química brasileira. Executiva de carreira da Petrobras, foi diretora da área de Gás e Energia da empresa, assumindo a presidência da companhia em 13 de fevereiro de 2012. Em 2014 foi eleita a quarta executiva mais poderosa no mundo dos negócios, segundo ranking elaborado pela revista Fortune.

## Biografia
Maria das Graças nasceu em uma família pobre de Caratinga, que se transferiu para o Rio de Janeiro quando ela tinha dois anos. Foram morar onde mais tarde seria uma das favelas que integram o Complexo do Alemão. Teve uma infância difícil, até estudar e conseguir uma vaga como estagiária na Petrobras aos 24 anos, mesmo ano em que se formou em Engenharia química.
Formada em engenharia química pela Universidade Federal Fluminense (UFF) em 1978, é mestre em Engenharia de Fluidos e possui pós-graduação em engenharia nuclear pela Universidade Federal do Rio de Janeiro (UFRJ). Cursou também o MBA pela Fundação Getulio Vargas (FGV/RJ).
Graça é casada desde 1985 com o engenheiro e empresário inglês Colin Foster, com quem tem dois filhos, a médica Flávia e o jornalista Colin.
Em 2016, após deixar a Petrobras, ingressou no curso de Direito da Universidade Estácio de Sá, campus Copacabana. Formou-se em 2021 pela mesma instituição e obteve a aprovação na Ordem dos Advogados do Brasil, seção Rio de Janeiro, sob o número 240.530.

## Carreira na Petrobras
Foster ingressou na Petrobras em 1978 como estagiária no Centro de Pesquisas Leopoldo Américo Miguez de Mello (CENPES). Depois de formada, exerceu a função de engenheira de perfuração, seu primeiro cargo como funcionária na empresa. De 2003 a 2005 esteve à frente da Secretaria de Petróleo, Gás Natural e Combustíveis Renováveis do Ministério de Minas e Energia, então comandado pela presidente Dilma Rousseff. Em 2005 assumiu a presidência da Petrobras Química, exercendo também a função de gerente executiva de petroquímica e fertilizantes na Diretoria de Abastecimento da Petrobras. Neste período chefiou também a Secretaria Executiva Nacional do Programa de Mobilização da Indústria Nacional de Petróleo e Gás e foi a coordenadora interministerial do Programa Biodiesel.
Entre 2006 e 2007 foi presidente da Petrobras Distribuidora, sendo também sua diretora financeira em 2007. Em setembro de 2007, assumiu a diretoria da área de Gás e Energia da Petrobras, além da presidência da Petrobras Gás e dos Conselhos de Administração da Transportadora Brasileira Gasoduto Bolívia-Brasil (TBG) e da Transportadora Associada de Gás (TAG). Foi também membro dos Conselhos de Administração da Transpetro, da Petrobras Biocombustível, da Braskem e Instituto Brasileiro de Petróleo, Gás Natural e Biocombustíveis.
Em 2010, foi eleita a diretora executiva mais poderosa da América Latina no setor de Gás e Energia da empresa. Em janeiro de 2012, foi indicada para a presidência da empresa pela presidente Dilma Rousseff, em substituição a Sergio Gabrielli. Com isso, ela se tornou a primeira mulher no mundo a presidir uma companhia petrolífera.
Foi eleita em 2013, pela Forbes, a 18º mulher mais poderosa do planeta. Em outubro de 2013, foi classificada pela revista Fortune a mulher mais poderosa do mundo fora dos Estados Unidos. A revista fez dois rankings, um com executivas norte-americanas e outro com internacionais. A classificação levou em consideração quatro critérios: a importância e o tamanho do negócio liderado pela executiva na economia global, o sucesso e a condução dos negócios, a trajetória de carreira da executiva e sua influência social e cultural.
Em fevereiro de 2014, Maria das Graças ficou em quarto lugar na lista das cinquenta mulheres de negócios mais poderosas do mundo da revista Fortune. Foram utilizados os mesmos critérios usados em rankings feitos anteriormente: o tamanho e a importância do negócio que elas comandam, a saúde financeira, a gestão e o histórico da carreira. Nesta edição de 2014, os editores priorizaram a natureza internacional da operação liderada por Maria da Graça e sua posição na comunidade global de negócios.
A brasileira foi a primeira não americana da lista, atrás de Mary Barra, presidente da General Motors e primeira colocada, Ginni Rommety, da IBM, segunda da lista, e Indra Nooiy, da PepsiCo, em terceiro lugar.

### Crise na Petrobras e troca de comando
Em dezembro de 2014, Graça Foster proibiu 23 construtoras apontadas nas investigações da Operação Lava Jato de fazerem negócios com a Petrobras, contrariando a posição da então presidente Dilma Rousseff, que achava que os indivíduos corruptos e não as empresas deveriam ser responsabilizados.
No final de janeiro, o conselho de diretores da estatal reuniu-se para discutir a divulgação para o mercado, de uma divergência contábil de 30 bilhões de dólares, encontrada por auditores da empresa, que afirmavam estar ligada aos prejuízos relacionados ao escândalo. A princípio, acreditou-se que a divergência seria decorrente de uma metodologia falha e que não seria divulgada, com a concordância de Dilma. Foster afirmava que, segundo a legislação brasileira, o número de 30 bilhões de dólares, sendo errôneo ou não, deveria ser divulgado. Se o conselho tinha conhecimento do número, o mercado tinha direito de conhecer também.
Com o desenvolvimento da Operação Lava Jato, levando à investigação de funcionários de alto escalão da Petrobras por corrupção, a saída de Foster da presidência da empresa era iminente. A situação de Foster no comando da estatal tornou-se insustentável após a divulgação de um balanço afirmando que os prejuízos causados pelo esquema de corrupção seriam da ordem de 88 bilhões de reais.
Em 3 de fevereiro de 2015, Dilma Rousseff reuniu-se com Foster no Palácio do Planalto para comunicá-la de que o comando da Petrobras seria substituído.  Ainda no dia 3, as ações da Petrobras subiram 15,47% com os rumores da demissão. Em 4 de fevereiro de 2015, Graça Foster renunciou ao cargo de presidente da Petrobras. Foi nomeado para ser o seu substituto, o administrador Aldemir Bendine.
Sua gestão à frente da estatal foi marcada por grandes escândalos de corrupção, acúmulos de resultados negativos, aumento no endividamento da empresa e significativa queda no valor de mercado da petroleira (de 330 bilhões de reais para 110 bilhões de reais).